# DAISIE
DAISIE (Delivering Alien Invasive Species Inventory for Europe) je projekt podpořený Evropskou unií, který měl za úkol zdokumentovat invazní druhy rostlin a živočichů v Evropě. Jeho výsledkem je kniha Handbook of alien species in Europe popisující více než 11 000 druhů nepůvodní fauny a flory, z nichž většina nepůsobí významné škody, ale bylo zdokumentováno, že asi 15 % z nich má značné ekonomické důsledky a důsledky na biodiverzitu.
Výsledky tohoto tříletého projektu, kterého se účastnilo více než 100 evropských vědců, jsou přístupné také online. Sto nejvýznamnějších invazních druhů je popsáno podrobněji.